# Arevik
Arevik és una localitat de la província d'Armavir, a Armènia.
Està situada a l'est de la província, prop del riu Araxes - el principal afluent del riu Kura - i a l'oest d'Erevan i de la província d'Ararat. També es troba al nord de la frontera amb Turquia.
D'acord amb el cens de l'any 2011, la població de la ciutat era de 2.427 habitants (1.243 homes i 1.184 dones).
La població de la localitat es dedica al cultiu d'hortalisses i cereals.

## Clima
Arevik té un clima continental humid segons la classificació climàtica de Köppen. La temperatura anual de la localitat és de 14,17 °C, que és una mica més que la mitjana a Armènia.
El mes més calorós és juliol, amb una temperatura mitjana de 28,3 °C. El mes més fred és gener, amb una temperatura mitjana de -1 °C.